# Aljaksej Mjadswedseu
Aljaksej Uladsimirawitsch Mjadswedseu (belarussisch Аляксей Ўладзіміравіч Мядзведзеў, russisch Алексей Владимирович Медведев Alexei Wladimirowitsch Medwedew; * 5. Oktober 1972 in Minsk) ist ein ehemaliger belarussischer Ringer.

## Erfolge
Aljaksej Mjadswedseu gewann bei den Olympischen Sommerspielen 1996 in Atlanta im Schwergewichtsringen im freien Stil die Silbermedaille. Bei den Olympischen Sommerspielen 2000 in Sydney hingegen wurde er in der gleichen Klasse nur Sechster.